# Leon Feldhendler
Leon Feldhendler, född 1910 i Żółkiewka, Kejsardömet Ryssland, död 6 april 1945 i Lublin, var en polsk-judisk motståndskämpe. Han är känd för att tillsammans med bland andra Aleksandr Petsjerskij ha planerat och lett upproret i förintelselägret Sobibór den 14 oktober 1943. Innan han deporterades till Sobibór var Feldhendler ordförande för juderådet i Żółkiewka. I andra världskrigets slutskede sköts han till döds i Lublin.
I filmen Flykten från Sobibór från 1987 gestaltas Feldhendler av Alan Arkin.